# 헤르만 혹세마
헤르만 혹세마 (Herman Hoeksema, 1886년 3월 13일 - 1965년 9월 2일)는 네덜란드의 개혁 신학자이다. 혹스세마는 그랜드래 피즈에 있는 제일개신교개혁교회에서 오랫동안 목회자였다. 1924년에 기독교 개혁 교회, Christian Reformed Church,의 공식적인 교회 교리로 선언되었던 일반 은총의 핵심적인 3가지를 받아들이지 않았다. 그 결과 그는 CRC 교단을 떠났으며 개신교 개혁교회를 세웠다. 미시간주 그랜드빌에 있는 개신교 개혁신학교에서 40년 동안 신약신학 교수를 하였다. 네덜란드 흐로잉겐에 태어난 혹세마는 1904년 미국으로 이민을 왔다. 그가 다니던 교회의 목사는 일반은총의 3가지를 주장한 루이스 벌코프였다. 혹세마는 후에 이 교리를 거부하게 되었다. 칼빈 신학교에서 공부한 그는 미시간주 홀란드에 CRC 교회에서 1915년부터 1920년 목회를 하였다. 1918년 그는 예배도중에 예배당에 미국국기를 두는 것을 거절하였다. 이것은 강한 반발을 가져왔다. 그는 1918년 CRC 총회에서 그리스도가 교회의 왕이라는 것을 거부한 헤리 불테마 목사의 세대주의적 전천년주의를 정죄하는 논쟁에 연루되었다. 또한 그는 성경의 무오와 완전영감을 부정하는 랄프 젠센 교수를 조사한 1922년 CRC 총회소속의 신학교검증위회를 위하여 일하였다.

## 저서
- Whosoever Will, a negative critique of Arminian Protestantism
- Righteous by Faith Alone, Herman Hoeksema's sermons on the book of Romans
- Behold He cometh, a commentary on the book of Revelation
- The Triple Knowledge, the most extensive work in the English language on the Heidelberg Catechism
- Reformed Dogmatics, Herman Hoeksema considered this his major work and it is a frequently quoted writing in opposition to the "covenant of works."

## 신학
훅세마는 선택자에 대한 하나님의 사랑은 에녹, 노아, 그리고 아브라함처럼 하나님과 친밀한 관계처럼 우정의 비조건적 사랑이라는 점에서 은혜언약을 독특하게 강조한다. 그는 친교의 언약은 쌍방의 계약이 아니라 조건, 요건 그리고 요구를 포함하지 않는다고 한다.

## 참고 문헌
- Hoeksema, Gertrude, Therefore Have I Spoken: A Biography of Herman Hoeksema, (1969) ISBN 0-8254-2810-6
- Baskwell, P.J., Herman Hoeksema: A Theological Biography, Amsterdam: Vrije Universiteit, (2006),  — available online in PDF

## 같이 보기
- 언약신학
- 헤르만 바빙크
- 하이퍼 칼뱅주의
- 베르까워어
- 클라스 스힐더르
- 루이스 벌코프